# Fox para todos
Fox para todos (conocido hasta 2013 como Fútbol para todos) fue un programa emitido de lunes a viernes de 17:00 a 19:00 (Arg)  por Fox Sports para el Cono Sur (todos los países suramericanos salvo las 3 Guayanas) de Latinoamérica. Su primera edición fue en 2003 y ya cuentan con más de 1800 programas diferentes de todo el ciclo.

## Acerca de FPT
El programa trata sobre la actualidad del fútbol argentino y latinoamericano con menos análisis y más humor. También cuenta con partidos de Fútbol-Tenis. Suele invitarse a futbolistas y exfutbolistas (en su mayoría argentinos, a menos que equipos extranjeros estén alojados en la Argentina), además de personalidades del ambiente musical y artístico, para conversar sobre diversos temas y jugar los mencionados partidos de Fútbol-Tenis. Walter Queijeiro suele representar al programa en este tipo de competición e incluso ha inventado jugadas propias como la "Patada descendente". Entre las grandes personalidades que estuvieron en el programa se encuentran Diego Maradona, Thierry Henry, Éric Cantona, Franz Beckenbauer (desde un móvil en la visita a Argentina en la previa al Copa Mundial de Fútbol de 2006), Carlos Tévez, Sergio Agüero,  Mauro Camoranesi, Gonzalo Higuaín, Radamel Falcao García, Ronaldinho, Lucas Barrios, Diego Forlán, Fabián Estoyanoff, Nicky Jam entre otros.
En 2013 el programa cambia su nombre a "Fox Para Todos" y va a contar con la conducción de Walter Queijeiro, Emiliano Pinsón, Damián Manusovich, Sergio Goycochea, Silvina Luna, Luli Fernández y Julieta Cajg.

## Conductores
- Emiliano Pinsón (2007-2014)
- Damián Manusovich (2010-2014)
- Sergio Goycochea (2013-2014)
- Silvina Luna (2013-2014)
- Luli Fernández (2013-2014)
- Julieta Cayetina (2013-2014)

### Antiguos conductores
- Germán Paoloski (2003-2009)
- Fernando Carlos (2003-2012)
- Karina Vignola (2004-2005)
- Sebastián Vignolo (2005-2006)
- Gustavo López (2010-2011)
- Cecilia Bonelli (2010-2012)
- Victoria Saravia (2012)
- Walter Queijeiro (2005-2013)